# 希爾湖

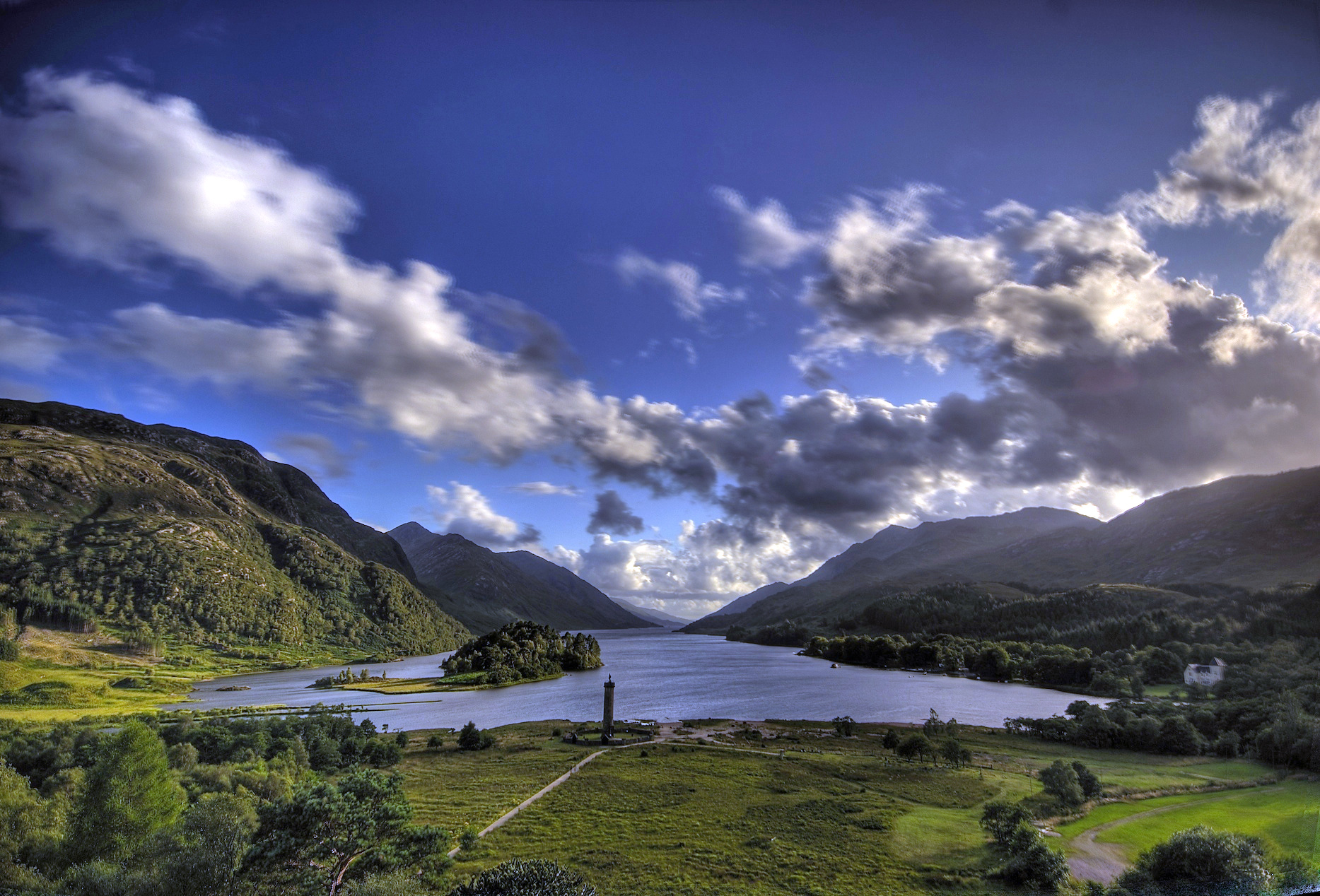
希爾湖

希爾湖（英語：Loch Shiel，蘇格蘭蓋爾語：Loch Seile）是英國蘇格蘭的一個淡水湖，長171⁄2-英里-long（28-），深120米。希爾湖附近風景優美，但高度起伏變化較少。希爾湖的海拔高度只是略高於海面，在歷史上曾是海灣。